# Eucosma
Eucosma là một chi bướm đêm rất lớn thuộc họ Tortricidae. Chi này gồm các loài phân bố ở Holarctic vàIndomalaya (Some Afrotr opical species originally described in this genus have since been reassigned to other genera  Lưu trữ ngày 26 tháng 7 năm 2011 tại Wayback Machine). Mặc dù trong các nghiên cứu kỹ lưỡng ở châu Âu và Bắc Mỹ, các loài mới vẫn đang được phát hiện (Nomina Insecta Nearctica Lưu trữ ngày 6 tháng 5 năm 2008 tại Wayback Machine lists 150 Nearctic species và Fauna Europaea Lưu trữ ngày 26 tháng 5 năm 2011 tại Wayback Machine lists 53 European species).
Chúng là các loài bướm đêm nhỏ nhưng có màu sắc đa dạng.

## Các loài
- Eucosma abacana (Erschoff, 1877)
- Eucosma abstemia Meyrick, 1932
- Eucosma adamantana (Guenee, 1845)
- Eucosma aeana McDunnough, 1942
- Eucosma aemulana (Schlger, 1848)
- Eucosma agassizi (Robinson, 1869)
- Eucosma agnatana (Christoph, 1872)
- Eucosma agricolana (Walsingham, 1879)
- Eucosma albarracina Hartig, 1941
- Eucosma albicosta Falkovitsh, 1964
- Eucosma albicostella (Turati & Krger, 1936)
- Eucosma albidulana (Herrich-Schffer, 1851)
- Eucosma albiguttana (Zeller, 1875)
- Eucosma albuneana (Zeller, 1847)
- Eucosma alphabetica Walsingham, 1914
- Eucosma amellana (Preissecker, 1930)
- Eucosma apocrypha Falkovitsh, 1964
- Eucosma aprilana (Grote, 1877)
- Eucosma argentifera Razowski, 1972
- Eucosma aspidana (Walsingham, 1884)
- Eucosma aspidiscana (Hubner, [1814-1817])
- Eucosma atascosana Blanchard, 1980
- Eucosma atomosana (Walsingham, 1879)
- Eucosma aurantiradix Kuznetzov, 1962
- Eucosma aurilineana Ferris, 2005
- Eucosma australis Kuznetzov, 1988
- Eucosma austrina Miller, 1985
- Eucosma avalona McDunnough, 1938
- Eucosma bactromorpha Diakonoff, 1992
- Eucosma balatonana (Osthelder, 1937)
- Eucosma barbara Miller, 1974
- Eucosma betana McDunnough, 1942
- Eucosma bilineana Kearfott, 1907
- Eucosma biplagata (Walsingham, 1895)
- Eucosma bipunctella (Walker, 1863)
- Eucosma biquadrana (Walsingham, 1879)
- Eucosma bobana Kearfott, 1907
- Eucosma bolanderana (Walsingham, 1879)
- Eucosma brachysticta Meyrick, in Caradja & Meyrick, 1935
- Eucosma brigittana (Kennel, 1919)
- Eucosma caliacrana (Caradja, 1931)
- Eucosma campoliliana ([Denis & Schiffermuller], 1775)
- Eucosma cana (Haworth, [1811])
- Eucosma canana (Walsingham, 1879)
- Eucosma canariana Kearfott, 1907
- Eucosma caniceps (Walsingham, 1884)
- Eucosma capnoleuca Meyrick, 1932
- Eucosma cataclystiana (Walker, 1863)
- Eucosma catharaspis (Meyrick, 1922)
- Eucosma catoptrana (Rebel, 1903)
- Eucosma certana Kuznetzov, 1967
- Eucosma chlorobathra Meyrick, 1911
- Eucosma chrysyphis Razowski, 1972
- Eucosma circulana (Hubner, 1823)
- Eucosma clarescens Kuznetzov, 1964
- Eucosma coagulana (Kennel, 1901)
- Eucosma cocana Kearfott, 1907
- Eucosma comatulana (Zeller, 1876)
- Eucosma conformana (Mann, 1872)
- Eucosma confunda Kuznetzov, 1966
- Eucosma coniogramma Clarke, 1976
- Eucosma consobrinana Heinrich, 1923
- Eucosma consociana Heinrich, 1923
- Eucosma conspiciendana Heinrich, 1923
- Eucosma conterminana (Guenee, 1845)
- Eucosma corosana (Walsingham, 1884)
- Eucosma costastrigulana Kearfott, 1907
- Eucosma crambitana (Walsingham, 1879)
- Eucosma cretaceana (Kennel, 1899)
- Eucosma crymalana Powell, 1968
- Eucosma culmana (Muller-Rutz, 1932)
- Eucosma cumulana (Guenee, 1845)
- Eucosma dapsilis Heinrich, 1929
- Eucosma denigratana (Kennel, 1901)
- Eucosma denverana Kearfott, 1907
- Eucosma derelicta Heinrich, 1929
- Eucosma diabolana Blanchard, 1980
- Eucosma diakonoffi Gibeaux, 1984
- Eucosma dilatana (Walsingham, 1895)
- Eucosma directa Meyrick, 1912
- Eucosma discernata Kuznetzov, 1966
- Eucosma disjectana (Kennel, 1921)
- Eucosma dodana Kearfott, 1907
- Eucosma doiinthanonensis Kawabe, 1989
- Eucosma dorsisignatana (Clemens, 1860)
- Eucosma eburata Heinrich, 1929
- Eucosma ephedrana (Christoph, 1877)
- Eucosma esmodes Meyrick, 1937
- Eucosma excerptionana Heinrich, 1923
- Eucosma exclusoriana Heinrich, 1923
- Eucosma excusabilis Heinrich, 1923
- Eucosma explicatana (Kennel, 1900)
- Eucosma fandana Kearfott, 1907
- Eucosma fernaldana (Grote, 1880)
- Eucosma fervidana (Zeller, 1847)
- Eucosma fiskeana Kearfott, 1905
- Eucosma flavispecula Kuznetzov, 1964
- Eucosma floridana Kearfott, 1907
- Eucosma fofana Kearfott, 1907
- Eucosma franclemonti Powell, 1968
- Eucosma fraudabilis Heinrich, 1923
- Eucosma fraudulentana (Kennel, 1901)
- Eucosma fritillana Blanchard & Knudson, 1982
- Eucosma fulminana (Walsingham, 1879)
- Eucosma fulvana (Stephens, 1834)
- Eucosma fuscana Kearfott, 1907
- Eucosma fuscida Kuznetzov, 1966
- Eucosma galenapunctana Kearfott, 1905
- Eucosma gandana Kearfott, 1907
- Eucosma getonia Razowski, 1972
- Eucosma giarabubensis Turati, 1930
- Eucosma giganteana (Riley, 1881)
- Eucosma gilletteana Dyar, 1903
- Eucosma glebana (Snellen, 1883)
- Eucosma glomerana (Walsingham, 1879)
- Eucosma gloriola Heinrich, 1931
- Eucosma gomonana Kearfott, 1907
- Eucosma gonzalezalvarezi Agenjo, 1970
- Eucosma gorodkovi Kuznetzov, 1979
- Eucosma graciliana Kearfott, 1905
- Eucosma gradensis (Galvagni, 1909)
- Eucosma graduatana (Walsingham, 1879)
- Eucosma grandiflavana (Walsingham, 1879)
- Eucosma graziella Blanchard, 1968
- Eucosma griselda Blanchard & Knudson, 1982
- Eucosma guentheri (Tengstrom, 1869)
- Eucosma guttulana Blanchard, 1980
- Eucosma gypsatana (Kennel, 1921)
- Eucosma haberhaueri (Kennel, 1901)
- Eucosma handana Kearfott, 1907
- Eucosma hasseanthi Clarke, 1952
- Eucosma haydenae Wright, 2006
- Eucosma cây phỉana Klots, 1936
- Eucosma heathiana Kearfott, 1907
- Eucosma hebescana Kuznetzov, 1986
- Eucosma heinrichi McDunnough, 1925
- Eucosma hennei Clarke, 1947
- Eucosma hohana Kearfott, 1907
- Eucosma hohenwartiana ([Denis & Schiffermuller], 1775)
- Eucosma hyponomeutana (Walsingham, 1895)
- Eucosma ignotana (Caradja, 1916)
- Eucosma immaculana Kearfott, 1907
- Eucosma incinerana (Constant, 1888)
- Eucosma individiosana (Kennel, 1901)
- Eucosma inquadrana (Walsingham, 1884)
- Eucosma intermediana (Kennel, 1900)
- Eucosma invicta (Walsingham, 1895)
- Eucosma iographa Diakonoff, 1968
- Eucosma irroratana (Walsingham, 1879)
- Eucosma jansei Diakonoff, 1956
- Eucosma jejunana McDunnough, 1942
- Eucosma jerusalemana (Amsel, 1935)
- Eucosma juncticiliana (Walsingham, 1879)
- Eucosma krygeri (Rebel, 1937)
- Eucosma kurdistana (Amsel, 1959)
- Eucosma lacteana (Treitschke, 1835)
- Eucosma landana Kearfott, 1907
- Eucosma langstoni Powell, 1963
- Eucosma larana (Walsingham, 1879)
- Eucosma lathami Forbes, 1937
- Eucosma laticurva Heinrich, 1929
- Eucosma lignana (Snellen, 1883)
- Eucosma lioplintha Meyrick, 1920
- Eucosma liturana (Walsingham, 1879)
- Eucosma lolana Kearfott, 1907
- Eucosma louisana McDunnough, 1944
- Eucosma luciana (Chrtien, 1908)
- Eucosma lugubrana (Treitschke, 1830)
- Eucosma luridana (Walsingham, 1879)
- Eucosma lyrana (Snellen, 1883)
- Eucosma maculatana (Walsingham, 1879)
- Eucosma magnana Kuznetzov, 1978
- Eucosma magnidicana Heinrich, 1923
- Eucosma matutina (Grote, 1873)
- Eucosma mediostriata (Walsingham, 1895)
- Eucosma messingiana (Fischer von Rslerstamm, 1837)
- Eucosma metagrapta Meyrick, 1932
- Eucosma metana (Kennel, 1919)
- Eucosma metzneriana (Treitschke, 1830)
- Eucosma micropterana (Turati, 1930)
- Eucosma microsignata Heinrich, 1929
- Eucosma mirificana (Peyerimhoff, 1877)
- Eucosma mobilensis Heinrich, 1923
- Eucosma momana Kearfott, 1907
- Eucosma monitorana Heinrich, 1920
- Eucosma monoensis Powell, 1968
- Eucosma monogrammana (Zeller, 1875)
- Eucosma monstratana (Rebel, 1906)
- Eucosma morrisoni (Walsingham, 1884)
- Eucosma muguraxana Kostyuk, 1975
- Eucosma muliebris Meyrick, 1922
- Eucosma nandana Kearfott, 1907
- Eucosma nitorana Kuznetzov, 1962
- Eucosma niveicaput (Walsingham, 1900)
- Eucosma nordini Wright, 2005
- Eucosma notanthes Meyrick, 1936
- Eucosma notialis Miller, 1985
- Eucosma nuntia Heinrich, 1929
- Eucosma obumbratana (Lienig & Zeller, 1846)
- Eucosma ochricostana Razowski, 1972
- Eucosma oculatana (Kennel, 1900)
- Eucosma ommatoptera Falkovitsh, 1965
- Eucosma ophionana McDunnough, 1925
- Eucosma optimana Dyar, 1903
- Eucosma ottoniana (Kennel, 1919)
- Eucosma paetulana (Kennel, 1900)
- Eucosma palabundana Heinrich, 1923
- Eucosma pamirana Kuznetzov, 1972
- Eucosma pandana Kearfott, 1907
- Eucosma parvulana (Wilkinson, 1859)
- Eucosma pediasios Miller, 1985
- Eucosma pedisignata Diakonoff, 1948
- Eucosma perdricana (Walsingham, 1879)
- Eucosma pergratana (Rebel, 1914)
- Eucosma persiae Razowski, 1963
- Eucosma persolita Heinrich, 1929
- Eucosma phaecochyta Bradley, 1965
- Eucosma piperata Wright, 2005
- Eucosma plumbaginea Meyrick, 1932
- Eucosma ponderosa Powell, 1968
- Eucosma primulana (Walsingham, 1879)
- Eucosma pulveratana (Walsingham, 1879)
- Eucosma pupillana (Clerck, 1759)
- Eucosma quinquemaculana (Robinson, 1869)
- Eucosma ragonoti (Walsingham, 1895)
- Eucosma recentana (Zerny, 1933)
- Eucosma rescissoriana Heinrich, 1920
- Eucosma rhymogramma Meyrick, 1916
- Eucosma ridingsana (Robinson, 1869)
- Eucosma rigidana (Snellen, 1883)
- Eucosma rindgei Miller, 1985
- Eucosma robinsonana (Grote, 1872)
- Eucosma rosaocellana Knudson, 1986
- Eucosma russeola Heinrich, 1929
- Eucosma rusticana Kearfott, 1905
- Eucosma salaciana Blanchard & Knudson, 1982
- Eucosma sandiego Kearfott, 1908
- Eucosma saussureana (Benander, 1928)
- Eucosma scorzonerana (Benander, 1942)
- Eucosma scutiformis Meyrick, in Caradja, 1931
- Eucosma serapicana Heinrich, 1923
- Eucosma serpentana (Walsingham, 1895)
- Eucosma shastana (Walsingham, 1879)
- Eucosma sierrae Blanchard & Knudson, 1983
- Eucosma similiana (Clemens, 1860)
- Eucosma simplex McDunnough, 1925
- Eucosma siskiyouana (Kearfott, 1907)
- Eucosma smithiana (Walsingham, 1895)
- Eucosma snyderana Kearfott, 1907
- Eucosma sombreana Kearfott, 1905
- Eucosma sonomana Kearfott, 1907
- Eucosma spaldingana Kearfott, 1907
- Eucosma sparsana (Rebel, 1935)
- Eucosma sperryana McDunnough, 1942
- Eucosma sphalerodes Meyrick, 1934
- Eucosma striatiradix Kuznetzov, 1964
- Eucosma striatulana (Walsingham, 1900)
- Eucosma suadana Heinrich, 1923
- Eucosma subflavana (Walsingham, 1879)
- Eucosma subinvicta Kearfott, 1907
- Eucosma sublucidana (Kennel, 1901)
- Eucosma suomiana (Hoffmann, 1893)
- Eucosma sybillana (Kennel, 1919)
- Eucosma taosana Wright, 2005
- Eucosma tetraplana (Moschler, 1866)
- Eucosma tocullionana Heinrich, 1920
- Eucosma tonitrualis Meyrick, 1934
- Eucosma totana Kearfott, 1907
- Eucosma tripoliana (Barrett, 1880)
- Eucosma tundrana (Kennel, 1900)
- Eucosma urbana (Kennel, 1901)
- Eucosma urnigera Meyrick, 1937
- Eucosma ursulana (Kennel, 1919)
- Eucosma vagana McDunnough, 1925
- Eucosma victoriana (Kennel, 1919)
- Eucosma vulpecularis Meyrick, 1932
- Eucosma wandana Kearfott, 1907
- Eucosma watertonana McDunnough, 1925
- Eucosma williamsi Powell, 1963
- Eucosma wimmerana (Treitschke, 1835)
- Eucosma yasudai Nasu, 1982

## Hình ảnh

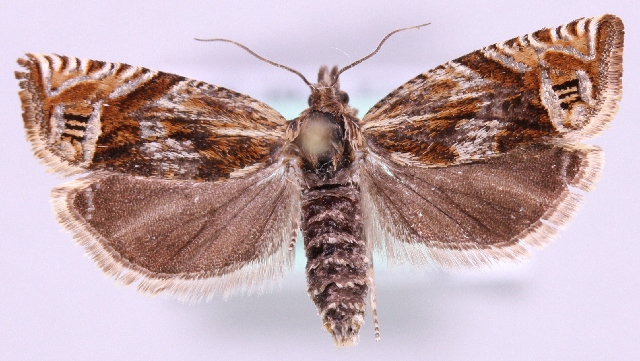
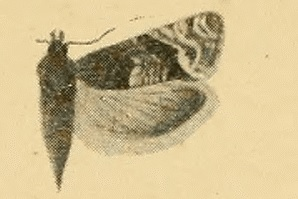
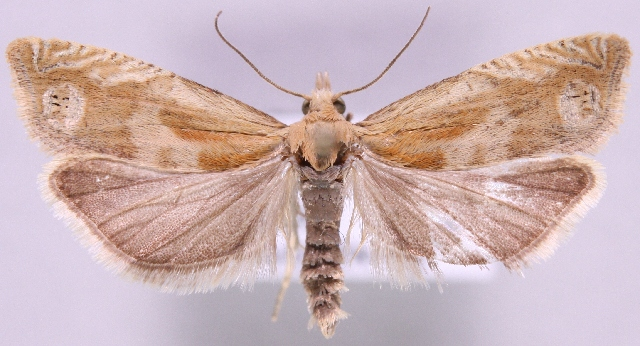
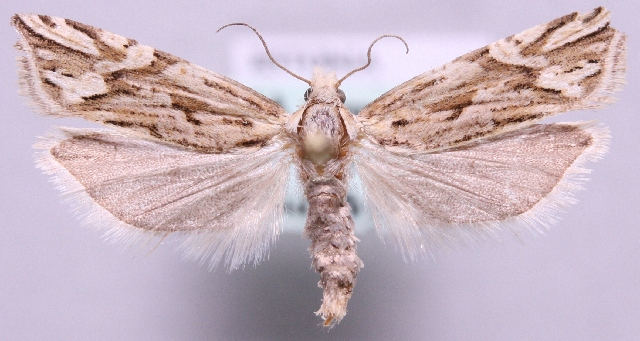